# 雅生活服務
雅生活智慧城市服務股份有限公司（港交所：3319），前身為雅居樂雅生活服務股份有限公司，成立於1992年，是雅居樂旗下從事物業管理服務的公司。

## 历史
2017年6月30日，綠地集團將其全資子公司上海綠地物業服務有限公司以10億元人民幣售給雅居樂。同年8月17日，綠地集團以10億元人民幣入股雅生活服務20%股權。綠地集團每年交付雅生活服務管理物業面積會不少於700萬平方米，並額外提供300萬平方米的優先物業管理權。。
2018年1月至2月，雅生活服務在香港進行公開招股，招股價介乎10.8至14.2港元，最多集資約47.3億港元。2018年2月9日，雅生活服務在香港交易所上市，上市首日股價大跌23%。
2018年4月，雅生活服務宣布收購南京紫竹物業管理股份有限公司51%股權，交易作價為2.048億元人民幣。
2018年7月，雅生活服務宣布收購蘭州城關物業服務集團有限公司51%股權，交易作價為1.479億元人民幣。
2018年8月，雅生活服務以1050萬元人民幣收購京基集團旗下京基住宅物業。
2019年1月，雅生活服務宣布收購購青島華仁物業股份有限公司89.66%股權，交易作價為1.335億元人民幣。
2019年2月，雅生活服務宣佈收購哈爾濱景陽物業管理有限公司60%股權，交易作價為1.14億元人民幣。
2019年3月，雅生活服務宣布收購廣州粵華物業有限公司51%股權，交易作價為1.95億元人民幣。
2019年9月，雅生活服務以15.6億元人民幣收購中民物業60%股權，及以不超過5億元人民幣收購新中民物業6成股權。
2019年10月，綠地金融以每股平均作價21.18港元出售5000萬股雅生活服務H股，涉資約10.59億港元。出售完成後，綠地金融共持有雅生活服務5,000萬股H股及1億股非上市股份，佔已發行股本11.25%。

## 外部連結
- 雅生活服務 （页面存档备份，存于）